# Papuamisolampus toxopeusi
Papuamisolampus toxopeusi là một loài bọ cánh cứng trong họ Tenebrionidae. Loài này được Kaszab miêu tả khoa học năm 1986.